# Русско-Азиатский банк
Русско-Азиатский банк — российский, затем — французский банк, работавший в 1910—1926 годах в Российской империи, Китае и Франции.

## История

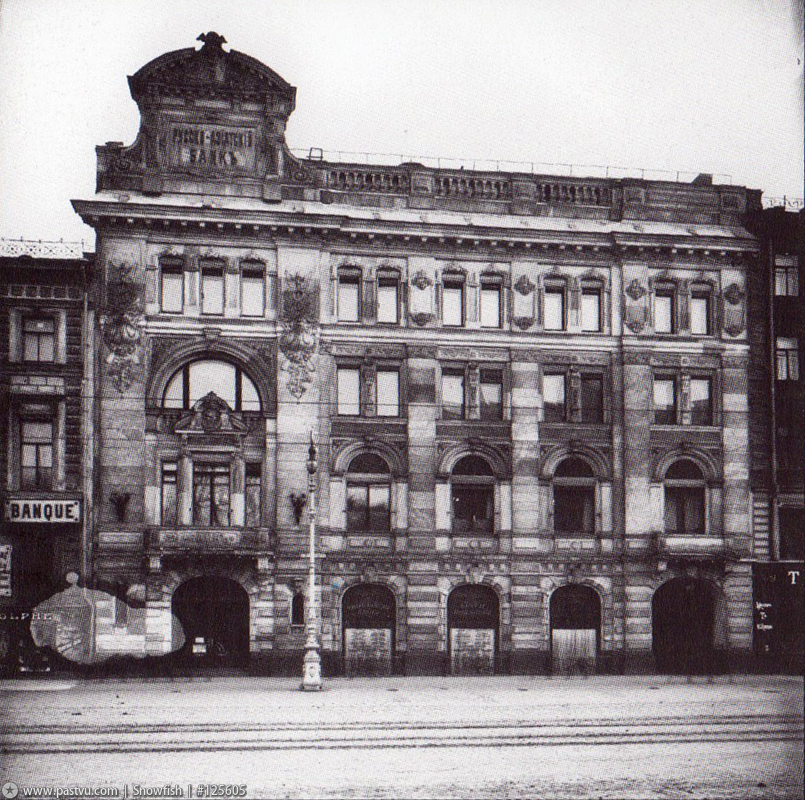
Здание Русско-Азиатского банка на Невском, 62; 1914 год

Образован в 1910 году путём слияния находящихся под контролем французских акционеров Русско-Китайского и Северного банков. 14 июня 1910 года Николай II утвердил Положение Совета министров "Об учреждении акционерного коммерческого банка под наименованием: «Русско-Азиатский Банк». Согласно утвержденному положению, за основу устава нового банка был принят устав Русско-Китайского банка, кроме того, в положении говорилось не о слиянии банков, а о присоединении Северного банка к Русско-Китайскому и переименовании последнего в Русско-Азиатский банк. При этом, положением устанавливались курсы обмена акций каждого из двух банков на новые акции Русско-Азиатского банка. Складочный капитал нового банка первоначально определялся в 35 млн рублей. Часть имущества Русско-Китайского банка не передавалась на баланс нового банка и подлежала продаже с распределением выручки между акционерами Русско-Китайского банка. Таким образом, согласно современной терминологии, произошедшее укрупнение представляет собой не присоединение, а слияние форм. Юридически, в соответствии с примечанием 1 к § 1 части III названного акта, Русско-Азиатский банк начал свою деятельность 9 октября 1910 года — в день опубликования этого акта в Собрании узаконений.
На момент создания банка в 1910 году доля французского капитала составляла 4/5, а доля русского капитала — 1/5. Главой банка оказался Алексей Иванович Путилов (дальний родственник Н. И. Путилова), одновременно являющийся председателем правления «Путиловских заводов».
Основная сфера деятельности — финансирование промышленности. Благодаря вложенным банком средствам значительно выросло производство ряда предприятий металлургической, машиностроительной, военной и других отраслей производства. При активном участии банка был образован ряд монополистических объединений в машиностроительной, нефтяной, табачной и других отраслях.
Наиболее мощной была сформировавшаяся вокруг банка военно-промышленная группа, основу которой составляли петербургские заводы, игравшие важную роль в производстве артиллерии, боеприпасов, кораблей: Путиловский, Невский, Барановского и др.

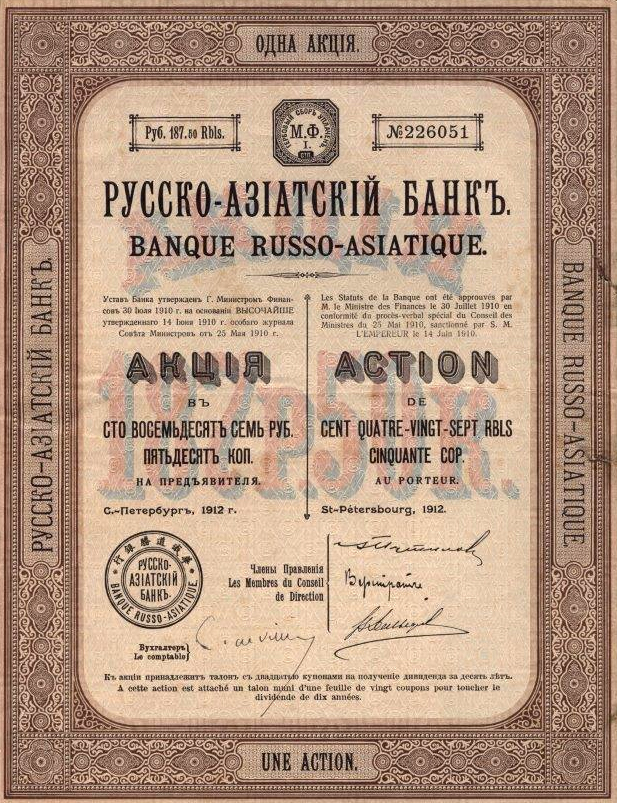
Акция банка в 187,5 руб. на предъявителя, 1912 год

В 1911 году председатель правления банка А. И. Путилов потребовал предоставления ему необходимой свободы в определении главных направлений деятельности банка и в его повседневном руководстве. Убедившись в невозможности управлять из Парижа кредитным учреждением, созданным ими в России, руководители Société Générale и Парижского-Нидерландского банка изменили свою стратегию: сохраняя контрольный пакет акций банка, они перестали вмешиваться в его практические действия.

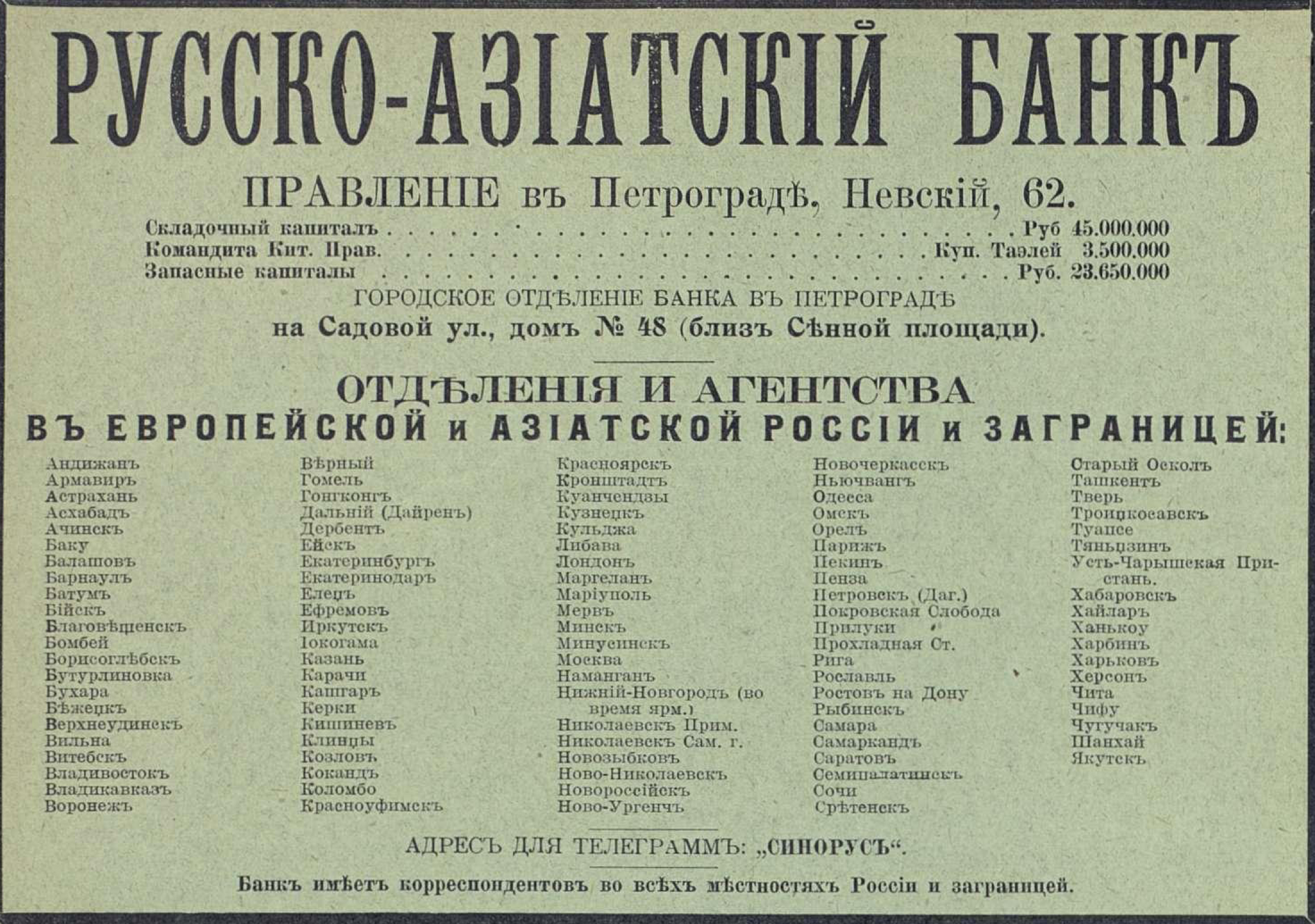
Реклама банка, 1916 год

Под руководством Путилова Русско-Азиатский банк за короткое время превратился в самое крупное в Российской империи кредитное учреждение универсального типа с широкими деловыми связями по всему миру.
В 1912 году в короткие сроки совместно с Международным банком была образована Русская генеральная нефтяная корпорация.
В 1913 году Русско-Азиатский банк в составе Консорциума русских банков основал Русскую табачную компанию.
1914 году группа банков (Русско-Азиатский, Азовско-Донской, Международный, Сибирский и Учётный банк) образовала Russian Corporation Ltd., для распространения на английском рынке ценных бумаг российских государственных и городских займов, а также акций и облигаций других предприятий.
К 1917 году он занимал первое место среди акционерных коммерческих банков России по основным активам, вексельным и подтоварным кредитам, по вкладам и текущим счетам. Размер его акционерного капитала составлял 55 млн руб. (по этому показателю банк уступал Азовско-Донскому, Международному коммерческому и Русскому для внешней торговли банкам), число отделений в России и за рубежом — 107). Банк контролировал свыше 160 предприятий страны, сумма акционерных капиталов которых превышала 1 млрд руб.:
- 124 торгово-промышленных предприятия
- 20 железнодорожных обществ
- 4 пароходства
- 3 страховые компании
- 2 земельных банка

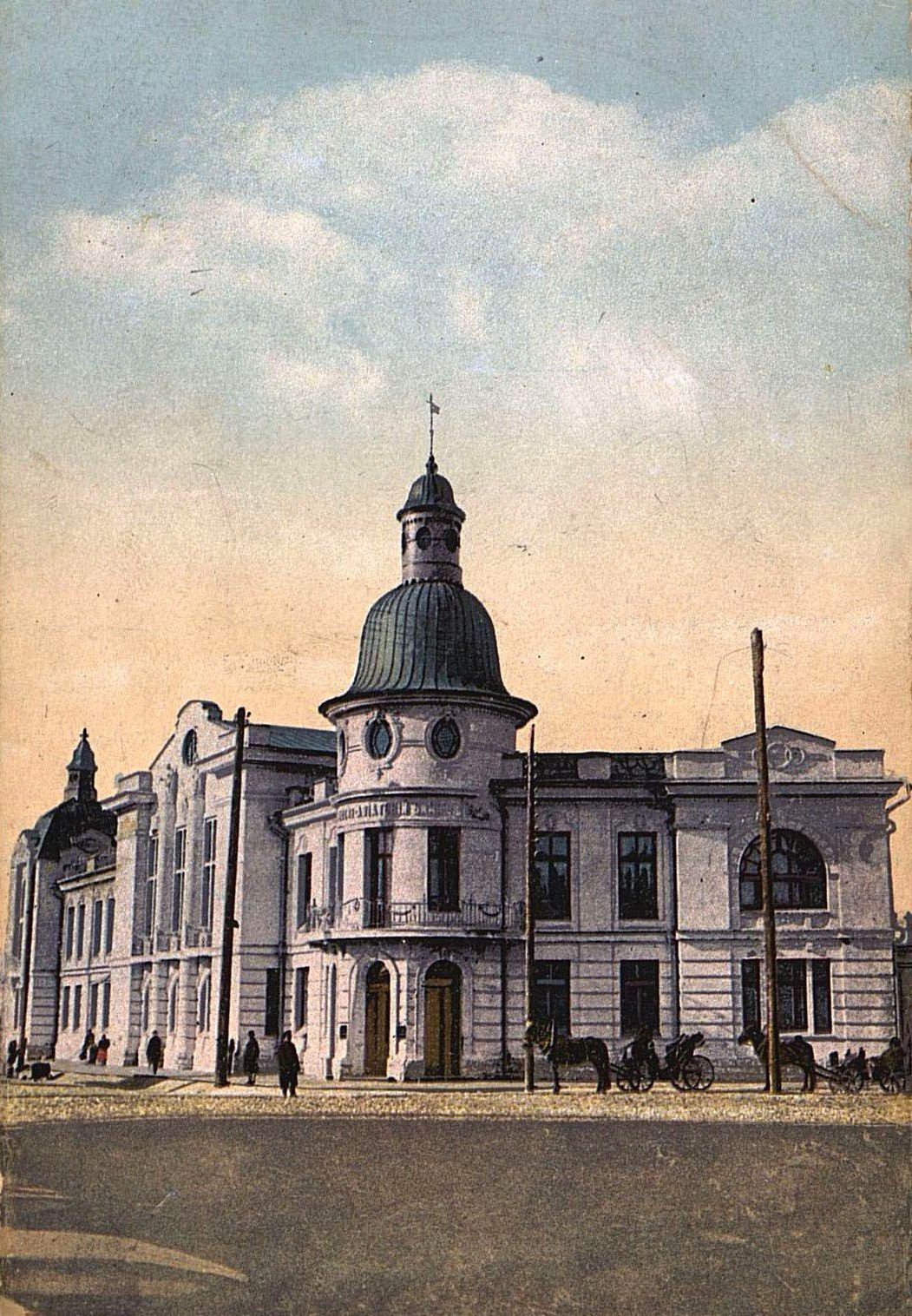
Здание отделения Русско-Азиатского банка в Иркутске

Военно-промышленная группа Русско-Азиатского банка включала:
- 8 крупнейших акционерных обществ с капиталом 85 млн руб., в том числе:
  - Путиловский завод
  - Невский судостроительный завод
  - Русско-Балтийский вагонный завод
  - Русско-Балтийский судостроительный завод

Также занимал лидирующее положение в кредитовании торговли, сам вёл активную торговлю хлебом и сахаром. В своих действиях опирался на дружественные банки: Санкт-Петербургский (Петроградский) частный коммерческий, Сибирский торговый, Русский торгово-промышленный, с которыми были заключены специальные соглашения о сотрудничестве.
После Октябрьской революции вместе с другими частными банками был ликвидирован на территории Советской России (национализирован) присоединением к Государственному банку Российской Республики декретом ВЦИК от 14 декабря 1917 года. Декретом Совнаркома от 23 января 1918 года акционерный капитал банка, наряду с акционерными капиталами других частных банков, был конфискован в пользу Государственного банка Российской Республики.
Китайские отделения банка были реорганизованы и продолжали работать под прежним названием. В Харбине в 1918—1920 годах банком производилась эмиссия «харбинских рублей».
Парижское отделение банка было реорганизовано в головное, в котором размещалось правление. 27 сентября 1926 года банк прекратил свою работу.